# Fissidentàcies
Les fissidentàcies (Fissidentaceae) són una família de molses en l'ordre Dicranales. En són característiques les fulles dístiques conduplicades amb forma de quilla i amb una làmina que fa perllongar l'àpex, per això tenen l'aspecte, en miniatura, d'algunes falgueres.